# Neoperlops cheni
Neoperlops cheni är en bäcksländeart som först beskrevs av Wu, C.F. 1938.  Neoperlops cheni ingår i släktet Neoperlops och familjen jättebäcksländor. Inga underarter finns listade i Catalogue of Life.